# Beloussovita
La beloussovita és un mineral aprovat per la IMA l'any 2016. Va ser descobert per O. I. Sidra, I. V. Nazartxuk, A. N. Zàitsev, I. A. Lukinà, R. A. Kaiukov, L. P. Vergàssova, S. K. Filàtov, G. A. Kàrpov, i V. V. Xilòvskikh. El mineral tipus es troba a la col·lecció del Museu de Mineralogia del departament de Mineralogia de la Universitat Estatal de Sant Petersburg (Rússia) amb el número d'espècimen 19651.

## Característiques
La beloussovita és un element químic de fórmula química KZn(SO₄)Cl. Cristal·litza en el sistema monoclínic. Es va trobar en un context geològic de vulcanisme.